# فرایند کلاوس

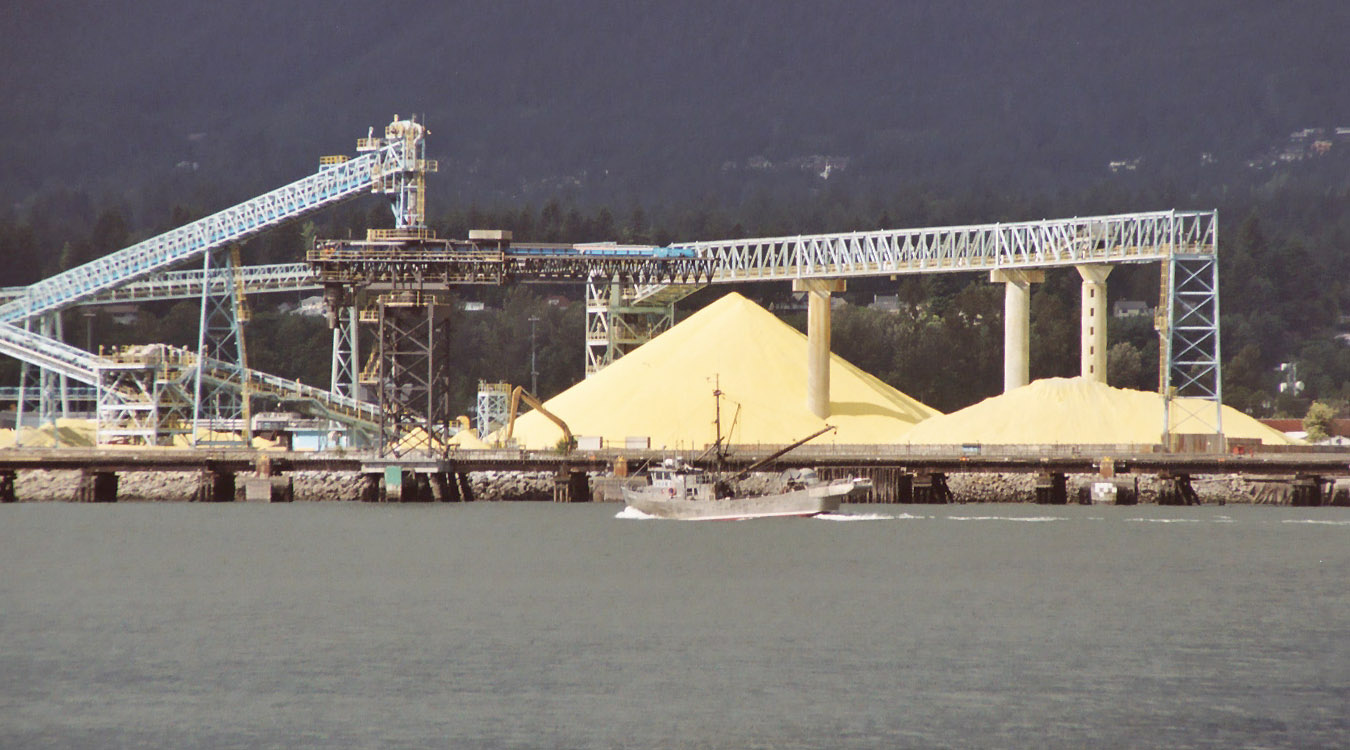
تپه‌هایی از گوگرد به دست آمده از فرایند کلاوس در کانادا

فرایند کلاوس (به انگلیسی: Claus process) اصلی‌ترین فرایند گوگردزدایی در پتروشیمی است که گوگرد عنصری را از هیدروژن سولفید موجود در گاز طبیعی و در گازهایی که به عنوان فراورده‌های جانبی طی پالایش نفت خام تولید می‌شوند استخراج می‌کند. در حال حاضر عمده گوگرد مورد نیاز صنایع جهان از این طریق به دست می‌آید و روش فراش کمرنگ‌تر شده است. این فرایند توسط کارل فردریش کلاوس (Carl Friedrich Claus) شیمیدان آلمانی ساکن انگلیس اختراع و در سال ۱۸۸۳ ثبت شد. واکنش کلی فرایند چنین است:
2 H2S + O2 → 2 S + 2 H2O

## شرح فرآیند

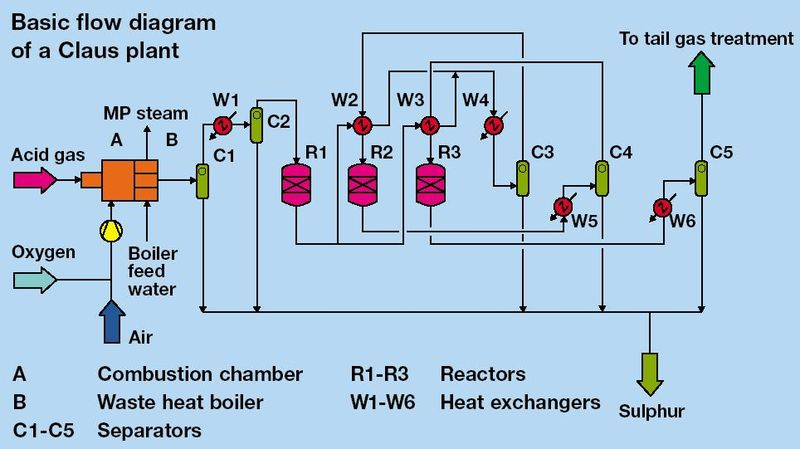
فرایند کلاوس

فرآیند کلاوس به دو مرحله حرارتی و کاتالیزوری تقسیم می‌شود.
مرحله حرارتی
در مرحله حرارتی، گاز مملو از سولفید هیدروژن در دماهای بالاتر از 850 درجه سانتیگراد  واکنش می‌دهد به طوری که گوگرد عنصری در خنک کننده گازی فرآیند پایین دست رسوب می‌کند.
غلظت سولفید هیدروژن و غلظت سایر اجزای سوختنی (هیدروکربن‌ها و آمونیاک) محل سوختن خوراک را تعیین می‌کند. گاز‌های اسیدی به غیر از سولفید هیدروژن طی واکنش زیر سوزانده می‌شوند.
2H2S + 3 O2 → 2 SO2 + 2 H2O       (ΔH = -518 kJ mol−1) 
مرحله کاتالیزوری
واکنش کلاوس در مرحله کاتالیزوری با اکسید آلومینیوم (III) یا تیتانیوم (IV) فعال شده ادامه می‌یابد و باعث افزایش بازده گوگرد می‌شود.  این واکنش احتراق در کوره رخ می‌دهد و طی آن سولفید هیدروژن با گوگرد دی‌اکسید واکنش می دهد و منجر به تولید گوگرد گازی و عنصری می شود و باتوجه به آنتالپی واکنش می توان نتیجه گرفت که واکنش در دسته واکنش های گرماده قرار میگیرد و انرژی از سامانه به محیط جریان یافته و سطح انرژی فراورده کمتر از واکنش دهنده ها است و فراورده ها پایدار تر از واکنش دهنده ها هستند
2H2S + SO2 → 3 S + 2 H2O      (ΔH = -1165.6 kJ mol−1)